# باربرا أندرسون (ممثلة)
باربرا أندرسون (بالإنجليزية: Barbara Anderson)‏ هي ممثلة أمريكية، ولدت في 27 نوفمبر 1945 في بروكلين في الولايات المتحدة.

## أعمال

### مسلسلات
- أيرون سايد
- ميشين إمبوسيبول

## وصلات خارجية
- باربرا أندرسون على موقع IMDb (الإنجليزية)
- باربرا أندرسون على موقع ألو سيني (الفرنسية)
- باربرا أندرسون على موقع أول موفي (الإنجليزية)
- باربرا أندرسون على موقع إن إن دي بي (الإنجليزية)
- باربرا أندرسون على موقع قاعدة بيانات الفيلم (الإنجليزية)
- باربرا أندرسون على موقع كينوبويسك (الروسية)